# Jak–17
A Jak–17 (oroszul: Як–17, NATO-kódja: Feather) a Szovjetunióban, a Jakovlev-tervezőirodában (OKB–115) az 1940-es évek második felében a Jak–15 bázisán kifejlesztett sugárhajtású vadászrepülőgép. A Szovjetunióban és néhány egykori szocialista országban a sugárhajtású korszak kezdetének egyik váltótípusa volt.

## Története
A Jak–17 az 1946-ban megjelent Jak–15 továbbfejlesztett, módosított változata, melynek jelölése kezdetben Jak–15U volt. A Jak–15 alapvetően sikeres típusnak bizonyult, mely követte a dugattyús motoros Jak–3 felépítését, sok berendezése és a pilótafülke is azonos volt. Ez megkönnyítette a pilóták dugattyús motoros vadászrepülőgépekről a sugárhajtású gépekre történő átképzését.
A Jak–15-öst már a megjelenését követően elkezdték továbbfejleszteni. Ez a szovjet kormány utasításának megfelelően a gép maximális sebességének, hatótávolságának és repülési magasságának növelésére irányult. Ilyen továbbfejlesztett változatok voltak a Jak–15V, a Jak–17 RD10, a Jak–21, valamint a Jak-15U. A sebesség növelése céljából vékonyabb, lamináris áramlású szárnyakat alkalmaztak.
Az első, még farokfutós Jak–15U 1946. szeptember 3-án készült el. Első repülését még annak a hónapnak a végére tervezték, de a földi próbák elhúzódtak. Egyúttal úgy döntöttek, hogy a konkurens MiG tervezőiroda MiG–9-es típusához hasonlóan orrfutósra alakítják a Jak–15U-t és vele párhuzamosan a kétüléses Jak–21T-t.
Az orrban elhelyezett sugárhajtómű azonban műszaki nehézségeket jelentett az orrfutó beépítésénél. Az orrfutó rögzítésére a hajtóművet alulról körbefogó acél keretszerkezetet építettek be, ehhez csatlakozott az orrfutó. A törzs orr-részében helyet foglaló nagyméretű sugárhajtómű miatt az orrfutót azonban nem lehetett a törzsbe behúzni. Ezért a hátrahúzott orrfutó a törzsből kidudorodó áramvonalas burkolatban kapott helyet.
Az orrfutós Jak–15U 1947 júniusában repült először. A sikeres hatósági vizsgákat követően Jak–17 típusjellel kezdték el a sorozatgyártását. A Jak–17-el párhuzamosan folyt a kétüléses kiképző–gyakorló változat fejlesztése is. Ez lényegében a farokfutós Jak–21T orrfutósra alakított változata volt, melyet Jak–17UTI típusjellel gyártottak.
Az együléses és a kétüléses Jak–17-es sorozatgyártása 1948–1949 között folyt Tbilisziben, a 31. sz. repülőgépgyárban. Ez idő alatt 430 darabot építettek. A nyilvánosság előtt először az 1949-es tusinói légiparádén mutatták be. A NATO-kódrendszerben nem kapott külön elnevezést, akárcsak a Jak–15-öst, a Jak–17-est is Feather néven ismerték Nyugaton. A kétüléses kiképző változat azonban külön NATO-kódot, a Magnet nevet kapta. A sorozatgyártás során a típuson kisebb módosításokat is végrehajtottak. Így 3,25 m-ről 3,6 m-re növelték a vízszintes vezérsík fesztávját és az NSZ–23 gépágyúk helyett később a hosszabb csövű NSZ–23K típust alkalmaztak, a PAU–22 fotogéppuskát pedig SZ–13 típusúra cserélték. Egyes példányokba már a korszerűbb ASZP-3M célzóberendezéseket szerelték be. A sorozatgyártás során a hajtómű gyártástechnológiáján is sikerült javítani, ennek eredményeként az üzemidő-tartaléka 50 órára növekedett.
A kétüléses Jak–17UTI-k elégtelen száma miatt több együléses változatot a javítóbázisokon alakítottak át kétülésesre.
Felmerült a repülőgép és a hajtómű lengyelországi licenc-gyártásának ötlete. A gépet G–1, hajtóművet G–2 jelzéssel gyártották volna. A mieleci WSK PZL-Mielec 1949–950-ben felkészült a sorozatgyártásra, de az elképzelést elvetették. Ugyancsak tervezték az együléses és a kétüléses típusnak csehszlovákiai gyártását S–100 jelzéssel, de ez sem valósult meg.
Csak néhány példánya maradt fenn. Egy együléses változat a monyinói, egy kétüléses pedig a krakkói repülőmúzeumban látható. Csehországban a Kbely-i repülőmúzeumban van kiállítva az egyetlen csehszlovák példány. Kínában és Romániában ugyancsak megtalálható egy-egy múzeumi példánya.

## Alkalmazása
A típust az 1940-es évek végén, az 1950-es évek elején rendszeresítették a Szovjetunióban és néhány vele szövetséges ország légierejében. Viszonylag rövid ideig, mintegy fél évtizedig volt csak szolgálatban. Átmeneti típusnak számított a sugárhajtású korszak küszöbén. Alacsony sebessége, kis hatótávolsága és rövid repülési időtartama, valamint a sugárhajtómű bonyolult kiszolgálása miatt alacsony harcértékű vadászrepülőgép volt. Ugyanakkor a kezelése és a repülési tulajdonságai nagyon hasonlítottak a konstrukciós szempontból rokon dugattyús motoros típusokhoz, mint a Jak–3 és a Jak–9-hez, így jó szolgálatot tett a pilóták sugárhajtású gépre történt átképzésénél. A nagyobb teljesítményű, korszerűbb elvek alapján tervezett új típusok, pl. a MiG–15 hamar kiszorították a szolgálatból, de a Jak–17UTI-t még később is használták a MiG–15 és más korszerűbb sugárhajtású típusokhoz történő átképzéshez.

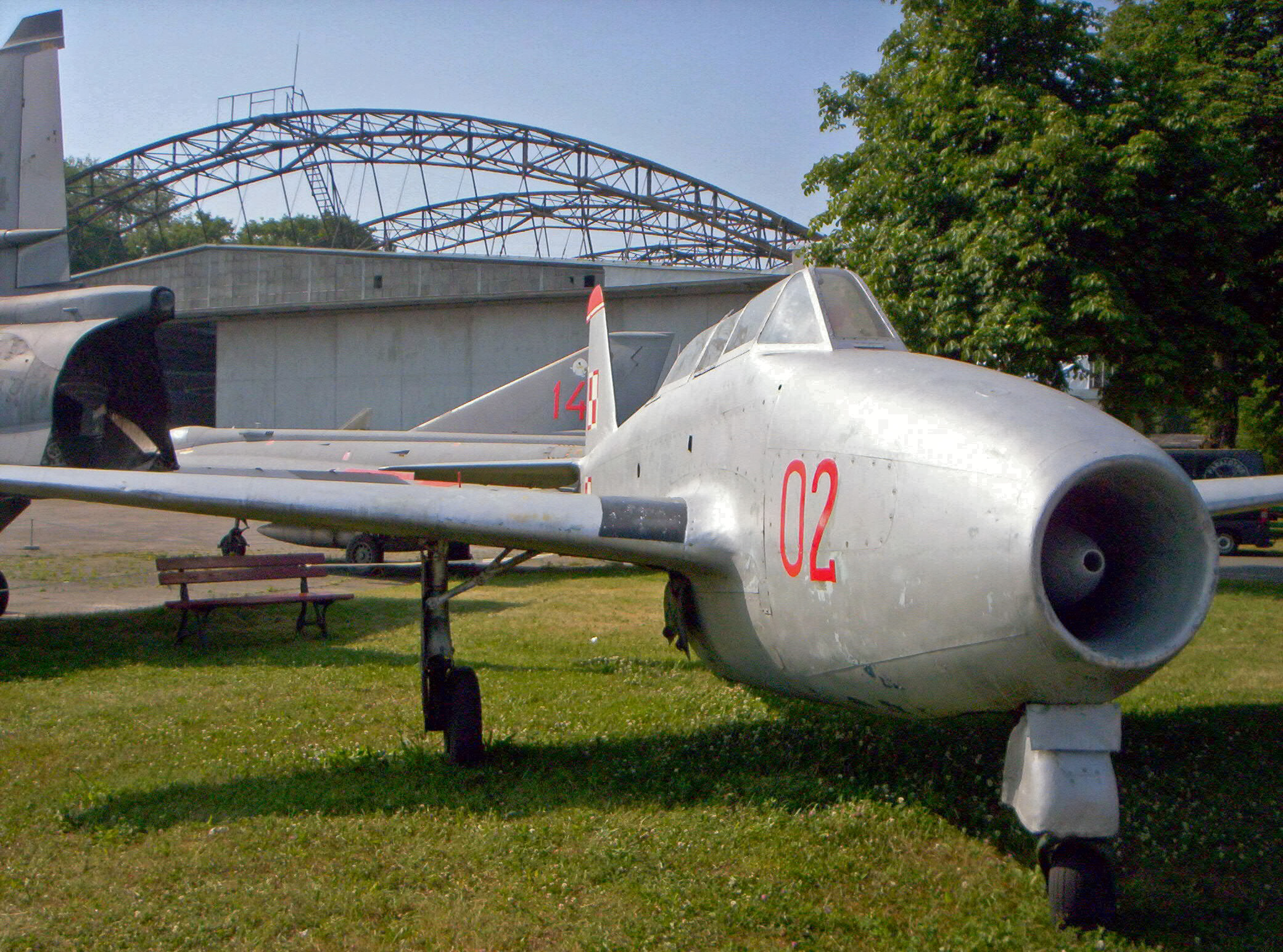
A Lengyel Repülési Múzeumban kiállított Jak–17UTI

A Szovjetunióban a gép a sorozatgyártás megkezdését követően, már 1948-ban a vadászrepülő alakulatokhoz került. A kétüléses változatot a légierő repülőiskoláiban is használták.
A típust kis mennyiségben exportálták is több, a Szovjetunióval szövetséges országba. Lengyelországba 3 db Jak–17-t és 11 db Jak–17UTI érkezett 1950 júliusában. A lengyel légierőben a Jak–17UTI-t Jak–17W típusjellel rendszeresítették. A lengyel pilóták először a Szovjetunióban kaptak kiképzést a Jak–17UTI típuson. Lengyelországban a típus utolsó, Jak–17UTI változatú példányait 1955-ben vonták ki a hadrendből. A legtovább üzemelő Jak–17-est a lengyel Repülési Intézet (IL) 1957-től SP-GLM polgári lajstromjellel még tovább üzemeltette. Ez a gép az utolsó repülését 1960. február 3-án hajtotta végre, majd később a krakkói Lengyel Repülési Múzeumba került, ahol jelenleg is ki van állítva.
Csehszlovákia 1950-ben egy darab Jak–17-t kapott a Szovjetuniótól, melyet a tervezett sorozatgyártáshoz mintapéldányként szállítottak.
A típus néhány példánya hadrendben állt Bulgáriában, Kínában és Romániában is, melyeket főként a sugárhajtású gépekre történő átképzésre használtak. Kínában a kétüléses gépeket a MiG–9-hez történő kiképzésre használták. Bulgária és Bulgáriai 1951-ben kapott néhány darab kétüléses Jak–17UTI-t, melyeket a Jak–23-as és MiG–15-ös gépekhez pilótakiképzésre alkalmaztak mindkét országban, ahol 4–5 évig álltak hadrendben ezek a gépek.

## Műszaki jellemzői
Teljesen fémépítésű, középszárnyas repülőgép. Aerodinamikai kialakításában a második világháború klasszikus vadászrepülőgépeit követi. A törzs acélból készült hegesztett rácsszerkezet, dural borítással. A Jak–17 szárnyvégeire üzemanyag-póttartályokat lehetett rögzíteni (a Jak–17UTI-nél erre nem volt lehetőség).
A német Jumo 004 Szovjetunióban gyártott másolatát, a Klimov RD–10A sugárhajtóművet a törzs orr-részébe építették be. A hajtómű fúvócsöve a törzs alatt helyezkedik el, a levegőbeömlő nyílás pedig a gép orrában található. A pilótafülke alsó része hőszigetelő borítást kapott. Ez a hajtómű pilótafülke alatt elhelyezkedő fúvócsövének hőhatásától védte a pilótát. A pilótafülke 55 mm vastagságú golyóálló homloküveget kapott.
Futóműve orrfutós, tricikli elrendezésű. Az orrfutót a törzs alatt kialakított gondolába, a főfutókat a szárnyba lehetett behúzni. Az orrfutó burkolata középen nyitott volt, így a kerék egy része kilógott a burkolatból.
Fegyverzete két darab 23 mm-es NSZ–23, a későbbi gyártású példányokon NSZ–23K gépágyú, egyenként 60 darabos lőszerjavadalmazással. A gépágyúkat a törzs elülső részébe, a hajtómű fölé építették be. A kétüléses Jak–17UTI-nem nem volt fegyverzete.

## Műszaki adatok (Jak–17)

### Geometriai méretek és tömegadatok
- Fesztáv: 9,20 m
- Hossz: 8,78 m
- Magasság: 2,8 m
- Szárnyfelület: 14,85 m²

- Üres tömeg: 2081 kg
- Normál felszálló tömeg: 1890 kg
- Maximális felszálló tömeg: 3240 kg

### Hajtómű
- Hajtóművek száma: 1 db
- Típusa: Klimov RD–10A sugárhajtómű
- Maximális tolóereje: 8,9 kN

### Repülési jellemzők
- Legnagyobb sebesség: 748 km/h (nagy magasságban), 700 (földközelben)
- Minimális sebesség: 145 km/h
- Emelkedőképesség: 12 m/s
- Szolgálati csúcsmagasság: 12 750 m
- Hatótávolság: 395 km (üzemanyag póttartályokkal 717 km)
- Repülési idő: kb. 20 perc (üzemanyag-póttartályokkal kb. 45 perc)
- Szárny felületi terhelése: 194 kg/m²
- Tolóerő–súly arány: 0,31

## Lásd még
- Jak–15
- Jak–23
- La–152